# カンポン・ダト・ハルン駅
カンポン・ダト・ハルン駅（-えき、マレー語:Stesen Kampung Dato Harun）はマレーシアのセランゴール州プタリン・ジャヤにある、マレー鉄道の駅。
当駅に乗り入れている路線は、線路名称上はポート・クラン支線であるが、運転系統上はKTMコミューターのポート・クラン線として案内される。

## 歴史
- 1886年9月15日 - 駅開業。（クアラ・ルンプール - （ポート・クラン分岐点） - スンガイ・クラン間開業による。）
- 1995年8月28日 - KTMコミューター スントゥル - シャー・アラム間運行開始。

## 駅構造
相対式ホーム2面2線をもつ地上駅である。駅舎は北側にあり、上りホームに面している。下りホームへは構内の跨線橋で結ばれている。また、下りホームにも改札口があり、沿線の高速道路を跨いで南側に出ることができる。
| 1 | 2 ポート・クラン線（上り） | KLセントラル、タンジュン・マリム方面 |
| 2 | 2 ポート・クラン線（下り） | スバン・ジャヤ、ポート・クラン方面   |

## 駅周辺
- マレーシアヤマト運輸 プチョン支店
- 新パンタイ高速道路（英語版）

## 隣の駅
マレー鉄道
2 ポート・クラン線
ジャラン・トゥンプラー駅 (KD05) - カンポン・ダト・ハルン駅 (KD06) - スリ・スティア駅 (KD07)